# Jet lag

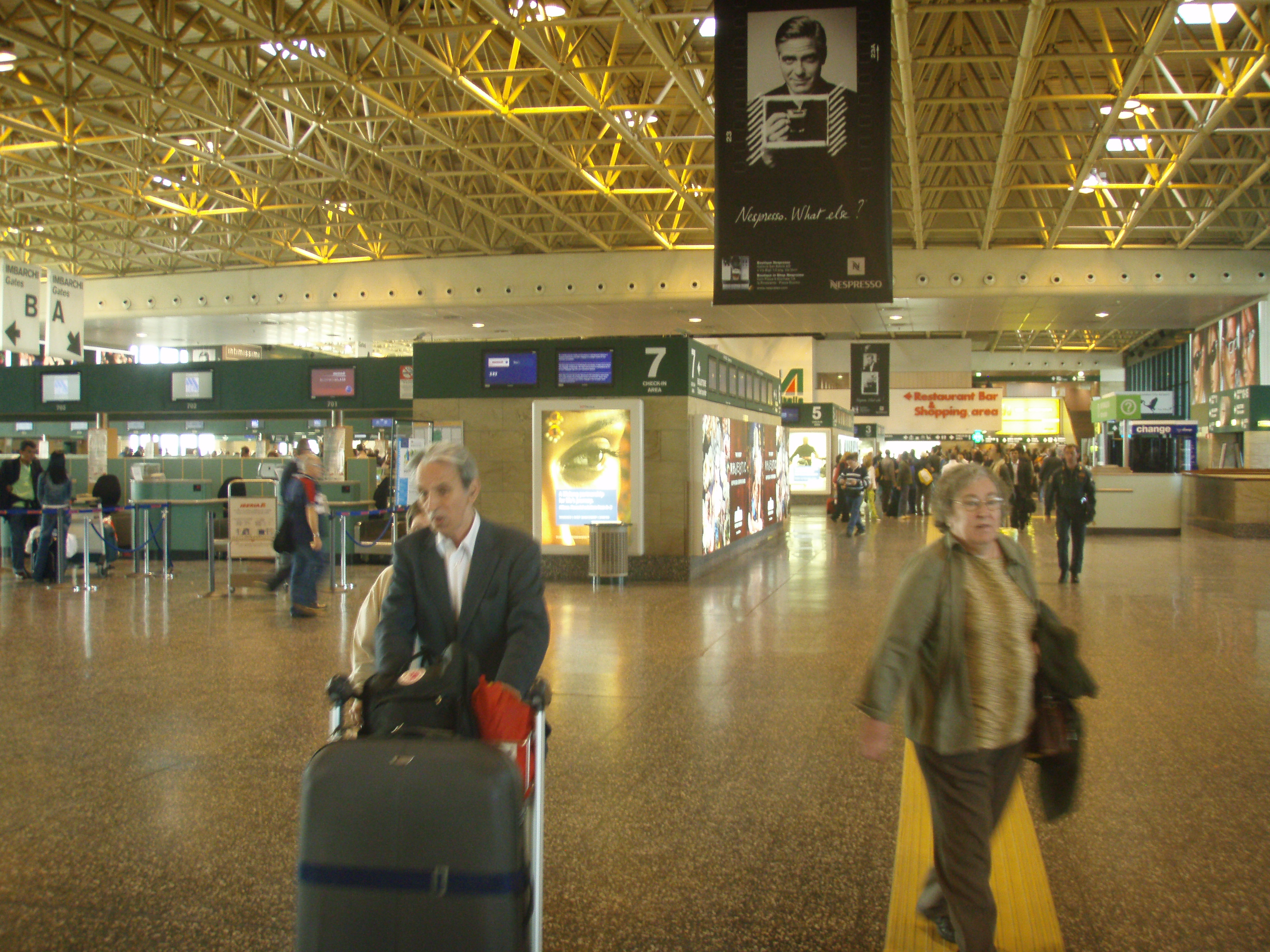
Passageiros no Aeroporto de Milão-Malpensa. Pessoas que viajam com frequência para outros países possuem maiores chances de desenvolver jetlag.

O jet lag  [pronúncia: /dʒɛt læg/ ] é a síndrome da mudança de fuso horário, ou seja, é a alteração do ritmo biológico de 24 horas consecutivas que ocorre após mudanças do fuso horário em longas viagens de avião. Caracteriza-se por problemas físicos e psíquicos, especialmente do ciclo do sono, decorrentes de alterações dos níveis hormonais de hidrocortisona.
Trata-se de uma condição fisiológica resultante de alterações no ritmo circadiano (distribuição dos períodos de sono-vigília em um ciclo de 24 horas) provocadas por uma viagem, geralmente de  aviões a jato (daí o nome em inglês: jet,  redução de jet plane, 'avião a jato'; e lag, 'atraso, retardamento'), atravessando vários fusos horários. Em consequência, após a viagem, o relógio interno (relógio biológico) não estará ajustado ao horário local. Ocorre então um distúrbio do sono transitório.

## Causa
Quando uma pessoa viaja entre vários fusos horários, o horário do seu relógio biológico não é igual ao do local de destino. Os períodos de vigília e de repouso, assim como a regulação hormonal, deixam de corresponder ao ciclo dia-noite do ambiente. Desde o momento da sua chegada ao destino até a adaptação ao horário local, a pessoa estará sofrendo um jet lag.
A rapidez em que o corpo se ajusta ao novo horário varia de pessoa para pessoa. Enquanto algumas pessoas demoram muitos dias para se adaptar ao novo horário, outras demoram poucas horas para fazê-lo. Não é considerado jet-lag viajar por apenas uma ou duas zonas de fuso horário.[carece de fontes?]
A condição não depende da duração do voo, mas da distância transmeridional (leste-oeste) viajada. Por exemplo, num voo entre Frankfurt e Joanesburgo, a rota está marcada na mesma zona de fuso horário e, portanto, a viagem não provoca jet lag, enquanto um voo de Nova Iorque a Los Angeles pode causá-lo. Da mesma forma, a Linha Internacional de Data não pode ser cogitada como causa do jet lag, uma vez que a maior diferença possível é de aproximadamente 12 horas. Logo, uma diferença horária de 20 horas causaria apenas quatro horas de jet lag. Porém, as paradas podem complicar esta aritmética.
O jet lag também pode ocorrer após o indivíduo passar várias noites  acordado. Seu organismo, habituado a dormir a uma dada hora, pode demorar a recuperar as horas de sono perdidas e assim regressar ao ritmo normal, tal como ocorre aos viajantes transmeridionais.

## Sintomas
Dentre os sintomas do Jet Lag, normalmente estão as alterações do sono e a dificuldade em criar um horário certo para dormir ou para fazer refeições. Porém, a pessoa também pode apresentar sintomas como mal estar, diarreia, náuseas, dores de cabeça, ansiedade e irritabilidade.

## Como evitar
Para evitar os sintomas do Jet Lag, é recomendável que a pessoa durma bem antes da viagem e alguns dias antes tente já se adaptar ao fuso horário de destino, fazendo pequenas mudanças em sua rotina como nos horários das refeições e de dormir. Evite as bebidas alcoólicas durante o voo e procure não ficar deitado e sentado o tempo todo durante a viagem.